# Танин (вестник)
„Танин“ (на османски турски: طنين; на турски: Tanin, в превод Звук) е османски вестник, излизал в Солун, Османската империя от ноември 1908 до 1911 година.
Издава се от Хюсеин Дхахит Ялчън. Вестникът стои на националистически позиции.